# Marcel Rijckaert
Marcel Rijckaert (né le 20 juillet 1924 à Adegem et mort le 10 mai 2001 à Gand) est un coureur cycliste belge, professionnel de 1944 à 1959.

## Palmarès
- 1944
  - 2e du Circuit des Trois Villes sœurs
- 1945
  - Circuit de Belgique
  - 2e du Circuit des 11 Villes
  - 2e du Circuit de Flandre orientale
  - 2e de Bruxelles-Berchem
- 1946
  - 2e du Circuit Het Volk
  - 3e du Grand Prix de l'Équipe
- 1947
  - Tour de la Flandre Orientale
  - 2e étape du Tour de l'Ouest
- 1948
  - Bruxelles-Moorslede
  - 2e du Circuit des régions flamandes
  - 3e du Tour des Flandres
  - 3e du Circuit des 3 Villes Soeurs
  - 5e de Paris-Bruxelles
  - 7e de Paris-Roubaix
- 1949
  - 9e de Paris-Tours
- 1950
  - 5e de Paris-Bruxelles
- 1952
  - Circuit Escaut-Dendre-Lys
  - 2e de Bruxelles-Izegem
- 1953
  - Tour des onze villes
  - 2e du Circuit de Flandre orientale
  - 3e du Circuit Het Volk
  - 3e du Tour de Hesbaye
  - 3e du Circuit des régions flamandes
- 1954
  - 2e de Anvers-Liège-Anvers
  - 2e de la Flèche anversoise
  - 3e de Paris-Roubaix
  - 3e de Kessel-Lier
  - 4e du Tour des Flandres
- 1955
  - 3e du Championnat des Flandres
  - 8e du Tour des Flandres
- 1956
  - Tour des onze villes
  - Nokere Koerse
  - 2e du Circuit du Limbourg
  - 3e du Circuit des Trois Provinces (Avelgem)
  - 10e de Bordeaux-Paris
- 1958
  - 3e de Kuurne-Bruxelles-Kuurne
  - 3e de Tielt-Anvers-Tielt
- 1959
  - 6e de Paris-Tours
- 1960
  - 2e de Tielt-Anvers-Tielt